# وقتی عشق برای کسی اتفاق می‌افتد
وقتی عشق برای کسی اتفاق می‌افتد (به هندی: Jab Pyaar Kisise Hota Hai) فیلمی محصول سال ۱۹۹۸ و به کارگردانی دیپاک سارین است. در این فیلم بازیگرانی همچون سلمان خان، توینکله خانا، انوپم کهیر، سعید جعفری، آدیتا نارایان، نامراتا شیرودکار، فریده جلال، هیمانی شیوپوری ایفای نقش کرده‌اند.